# トマス・ド・クインシー

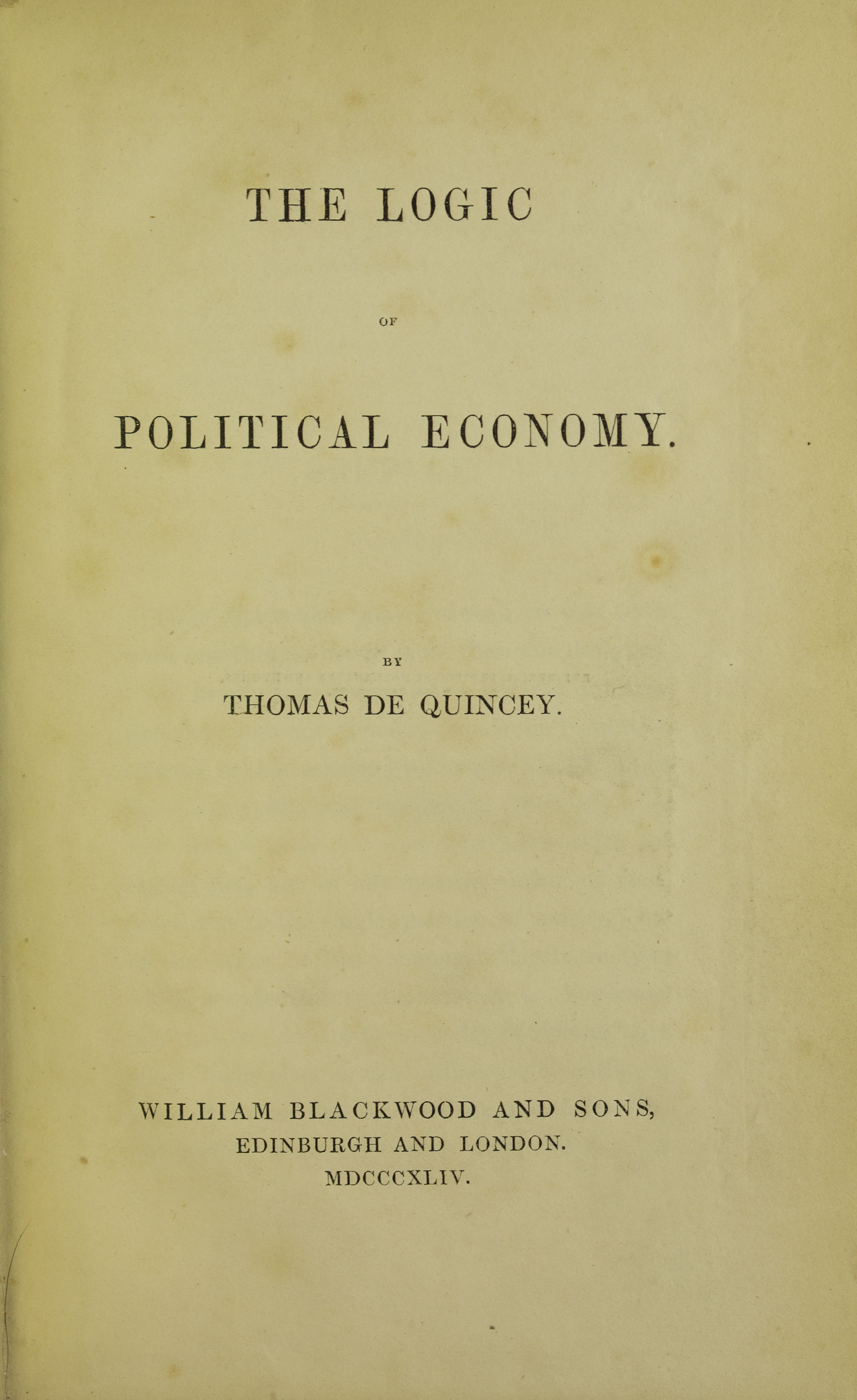
Logic of political economy, 1844年

トマス・ド・クインシー（Thomas De Quincey 1785年8月15日 – 1859年12月8日）は、イギリスの評論家。
織物商トマス・クインシーの次男としてマンチェスターに生まれる。父トマスは文芸に趣味を持ち、1775年には匿名による旅行記『1772年夏、イギリス中部地方の短い旅、並びに1772年9月、同様の遠出の旅』を上梓したことがある。1793年7月18日、父が約3万ポンドの遺産を残して40歳で病死したため、4人の後見人の手に委ねられて育つ。
1796年、バースに転居する。この年、母が一家の苗字をド・クインシーと改姓する。バースのグラマースクールで古典語、特にコイネーに頭角を現し、古典ギリシア語を自在に操って、モーガン校長から「あの少年にアテネの暴徒相手に熱弁を振るわせたら、あなたや私がイギリスの暴徒に演説するより上手にやってのけるでしょうよ」と評されたこともある。1800年、マンチェスター・グラマースクールに転校する。大学進学をめぐる後見人との意見対立のため、1802年7月に同校から出奔する。代筆のアルバイトなどで小銭を稼ぎながら、北部ウェールズとロンドンで宿無しの放浪生活を送り、辛酸をなめる。
1803年、後見人と和解が成立したため、オックスフォード大学ウスター・カレッジに入学する。在学中、ワーズワースやチャールズ・ラムや コールリッジと交遊する。1804年秋、当時合法だった阿片を、歯痛への鎮痛剤として用い始め、のち中毒となる。1830年、エディンバラに定住する。
1833年、借金の罪で2回起訴され、債務者避難所に逐電する。1834年、債務不履行の罪で3回起訴される。1859年12月8日、エディンバラで死去した。74歳。
主著『阿片常用者の告白』（1822年）では、晦渋かつ華麗な文体で自らの阿片中毒体験を綴って反響を呼んだが、社会的影響が大きく、世人を悪習に誘ったとの非難も蒙った。詩人のジェイムズ・トムソンやフランシス・トンプソンは同書の影響で阿片に親しむようになったと述べている。この随想はボードレールを愛読者に持っていた他、ベルリオーズに霊感を与えて『幻想交響曲』を作曲させるなど、芸術家たちに多大な影響を及ぼした。
また、ブラックユーモアに満ちた評論「芸術の一分野として見た殺人」（1827年 - 1839年）に感銘を受けた谷崎潤一郎は、早くからこの論文への興味を作品中で表明し、1931年には「藝術の一種として見たる殺人に就いて」の題名で自ら『犯罪科学』誌に翻訳分載した。

## 代表作
- 阿片常用者の告白（野島秀勝訳、岩波文庫）
- 深き淵よりの嘆息－阿片常用者の告白 続篇（野島秀勝訳、岩波文庫）
  - 日本語訳は「著作集」全4巻が、国書刊行会で刊行。（上記文庫は新版）
- 芸術の一分野として見た殺人
- 「マクベス」劇中の門口のノックについて
- クロースターハイムあるいは仮面男
- ブロッケン山の幻影
- エスパニヤ尼侠伝